# Yazır, Doğanhisar
Yazır là một xã thuộc huyện Doğanhisar, tỉnh Konya, Thổ Nhĩ Kỳ. Dân số thời điểm năm 2011 là 122 người.